# بطحيش أسود الحواف
بطحيش أسود الحواف (الاسم العلمي: Cyprinodon atrorus) (بالإنجليزية: Bolson pupfish)‏ هو نوع من الأسماك يتبع جنس البطحيش من الفصيلة البطحيشية.